# Cipérez
Cipérez – gmina w Hiszpanii, w prowincji Salamanka, w Kastylii i León, o powierzchni 104,66 km². W 2011 roku gmina liczyła 304 mieszkańców.